# جيمس هووبر
جيمس هووبر (بالإنجليزية: James Hooper)‏ هو لاعب كرة قدم بريطاني في مركز الهجوم، ولد في 10 فبراير 1997 في Wythenshawe ‏ في المملكة المتحدة. لعب مع ستوكبورت كونتي ونادي روتشديل.

## وصلات خارجية
- جيمس هووبر على موقع قاعدة بيانات كرة القدم.إي يو (الإنجليزية)
- جيمس هووبر على موقع Soccerbase.com (لاعب) (الإنجليزية)
- جيمس هووبر على موقع Soccerway.com (الإنجليزية)